# مسابقات قهرمانی فوتبال جهان ۱۸۸۹
مسابقات قهرمانی فوتبال جهان ۱۸۸۹ یک مسابقه فوتبال دوستانه بود که در گلاسکو، اسکاتلند، در ۱۱ مهر ۱۲۶۸ بین برندگان جام اسکاتلند، لانارک سوم و برنده هردو لیگ فوتبال انگلیس و جام حذفی انگلیس، پرستون نورث اند برگزار شد. بازی با نتیجه ۳–۳ به پایان رسید، اگرچه لانارک سوم در نیمه اول با نتیجه ۲–۰ پیش افتاد.
مسابقات قهرمانی فوتبال جهان همیشه بین فاتحان جام‌های ملی انگلیس و اسکاتلند، که رقابت‌های مطرح فوتبال باشگاهی در جهان در آن زمان بودند، برگزار می‌شد. لیگ فوتبال انگلیس در سال‌های ۸۹–۱۸۸۸ تأسیس شد، اما در طول سال‌های شکل گیری آن فقط از باشگاه‌های شمال و میدلندز تشکیل شد. با این وجود، پرستون فصل افتتاحیه را بدون شکست پشت سر گذاشت و عنوان قهرمانی را به دست آورد و لقب "شکست ناپذیر" را به خود اختصاص داد. آنها با قهرمانی در جام حذفی آن فصل، تسلط خود را بیشتر نشان دادند. لیگ فوتبال اسکاتلند تا سال‌های ۹۱–۱۸۹۰ تأسیس نشد.
حضور ۶،۰۰۰ نفر در کاتکین پارک لانارک سوم برای این بازی گزارش شد. در میان جمعیت، بازیکنان بلکبرن روورز، رقبای لانکاشر پرستون که در همان روز در سلتیک پارک با سلتیک، رقبای گلاسکوی لانارک سوم بازی کردند، حضور داشتند. روزنامه محلی هرالد گلاسکو در مورد این دو مسابقه با جزئیات یکسان و برجسته به عنوان مسابقات چالشی فرامرزی بانک هالیدی گزارش داد، بدون توجه به این واقعیت که بازی لانارک سوم و پرستون رقابتی بین دارندگان جام بود، اگرچه مسابقه سال قبل در همان مکان بین رنتون و وست برومویچ آلبیون در همان نشریه مورد توجه بسیار بیشتری قرار گرفت.

## شرکت کنندگان
| تیم             | نحوه صعود                                           |
| --------------- | --------------------------------------------------- |
| لانارک سوم      | قهرمان جام حذفی اسکاتلند ۸۹–۱۸۸۸                    |
| پرستون نورث اند | قهرمان لیگ فوتبال ۸۹–۱۸۸۸ و جام حذفی انگلیس ۸۹–۱۸۸۸ |

## جزئیات بازی
| لانارک سوم         | ۳–۳ | پرستون نورث اند                     |
| ------------------ | --- | ----------------------------------- |
| اسکات ۱۰' · جانسون |     | هولمز ۴۷' · ن. راس ۵۰' · ج. راس ۸۷' |

| لانارک سوم | پرستون نورث اند |

| لانارک سوم: |                                |
| GK          | روبرت داونی                    |
| FB          | اندرو تامسون                   |
| FB          | جان رائه                       |
| HB          | حان هیل (بازیکن قرضی از هارتس) |
| HB          | الکس لاچهد                     |
| HB          | جان مک‌فرسون                    |
| FW          | جان مارشال                     |
| FW          | ویلیام لاپسلی                  |
| FW          | جان موریسون                    |
| FW          | ویلیام جانسون                  |
| FW          | روبرت اسکات                    |
|             |                                |

| پرستون نورث اند: |              |
| GK               | جیمز ترینر   |
| FB               | باب هاوارت   |
| FB               | رابرت هولمز  |
| HB               | باب کلسو     |
| HB               | دیوید روسل   |
| HB               | جانی گراهام  |
| FW               | جک گردان     |
| FW               | جیمی راس     |
| FW               | نیک راس      |
| FW               | سمی تامسون   |
| FW               | جورج دروماند |
|                  |              |